# Station Bobry
Station Bobry is een spoorwegstation in de Poolse plaats Bobry.